# Bürgermeisterei Anhausen
Die Bürgermeisterei Anhausen war eine von zunächst zehn preußischen Bürgermeistereien, in welche sich der 1816 gebildete Kreis Neuwied im Regierungsbezirk Coblenz ursprünglich verwaltungsmäßig gliederte. Der Verwaltung der Bürgermeisterei unterstanden vierzehn Gemeinden, der Amtssitz des Bürgermeisterei Anhausen war bis Ende der 1840er Jahre in Oberbieber und kam dann nach Rengsdorf. Bis 1848 gehörte die Bürgermeisterei Anhausen zum Standesherrlichen Gebiet im Kreis Neuwied.
In den 1920er und 1930er Jahren war neben der Bezeichnung „Bürgermeisterei Anhausen“ auch „Bürgermeisterei Rengsdorf“ gebräuchlich. Spätestens nach dem Zweiten Weltkrieg wurde die Bürgermeisterei, so wie alle Landbürgermeistereien in der vorherigen Rheinprovinz „Amt“ genannt. Das Amt Rengsdorf bestand bis zum 1. Oktober 1968 und wurde in die Verbandsgemeinde Rengsdorf überführt.

## Zugehörende Gemeinden
Zur Bürgermeisterei gehörten folgende Gemeinden (Stand 1888):
- Anhausen mit dem Hof Braunsberg
- Bonefeld
- Ehlscheid
- Hardert
- Hümmerich mit Nieder- und Oberhümmerich und der Hümmericher Mühle
- Jahrsfeld mit dem Weiler Straßenhaus; seit 1966 Ortsteil der Gemeinde Straßenhaus
- Meinborn
- Niederhonnefeld-Ellingen mit den beiden Dörfern Ellingen und Niederhonnefeld; seit 1966 Ortsteile von Straßenhaus
- Niederraden, 1974 mit Oberraden zusammengeschlossen
- Oberhonnefeld-Gierend mit den beiden Dörfern Gierend und Oberhonnefeld
- Oberraden
- Rengsdorf
- Rüscheid
- Thalhausen mit der Nolls Mühle und der Siegels Mühle

## Geschichte
Das Verwaltungsbezirk der Bürgermeisterei Anhausen gehörte seit dem Mittelalter zur Grafschaft Wied. Nach der Bildung des Rheinbundes wurden beide Fürstentümer zu Wied 1806 dem Herzogtum Nassau zugeordnet. Die zum Verwaltungsbezirk gehörenden Kirchspiele Anhausen, Honnefeld und Rengsdorf waren bis dahin Teil des Fürstentums Wied-Neuwied. Nach den auf dem Wiener Kongress geschlossenen Verträgen kam 1815 u. a. ein Teil des vorherigen Fürstentums zum  Königreich Preußen. Unter der preußischen Verwaltung wurden 1816 Regierungsbezirke, Kreise und Bürgermeistereien sowie zugehörige Gemeinden gebildet. Die Bürgermeisterei Anhausen gehörte bis 1848 zum Standesherrlichen Kreis Neuwied im Regierungsbezirk Coblenz.

## Bürgermeister
Bürgermeister waren:
| 1817–1823 | Krämer   |
| 1823–1840 | Ernst    |
| 1841–1869 | Reinhard |
| 1869–1880 | Daub     |
| 1880–1881 | Meyer    |
| 1881–1882 | Politz   |
| 1882–1885 | Heymann  |
| 1886–     | Wink     |

## Statistiken
Nach der „Topographisch-Statistischen Beschreibung der Königlich Preußischen Rheinprovinz“ aus dem Jahr 1830 gehörten zur Bürgermeisterei Anhausen 16 Dörfer, zwei einzeln stehende Höfe und acht Mühlen. Im Jahr 1817 wurden insgesamt 2.709 Einwohner gezählt, 1828 waren es 3.234 Einwohner darunter 1.649 männliche und 1.1615 weibliche; 3.149 Einwohner gehörten dem evangelischen, 29 dem katholischen Glauben an; weiterhin wurden 18 Herrnhuter und 68 Juden aufgeführt. Erwähnenswert waren eine Eisenhütte und ein Eisenhammer in Niederhonnefeld und drei Jahrmärkte in Jahrsfeld.
Weitere Details entstammen dem „Gemeindelexikon für das Königreich Preußen“ aus dem Jahr 1888, das auf den Ergebnissen der Volkszählung vom 1. Dezember 1885 basiert. Im Verwaltungsgebiet der Bürgermeisterei Anhausen lebten insgesamt 4.943 Einwohner in 912 Häusern und 998 Haushalten; 2.512 der Einwohner waren männlich und 2.431 weiblich. Bezüglich der Religionszugehörigkeit waren 4.798 evangelisch und 59 katholisch. Evangelische Pfarreien bestanden in Anhausen, Honnefeld und Rengsdorf, die katholischen Gläubigen waren den außerhalb liegenden Pfarreien in Isenburg und Waldbreitbach zugeordnet. Die 82 jüdischen Einwohner lebten hauptsächlich in Anhausen und Rengsdorf; in Anhausen bestand eine jüdische Gemeinde.
1885 betrug die Gesamtfläche der zur Bürgermeisterei gehörigen Gemeinden 6.719 Hektar, davon waren 2.329 Hektar Ackerland, 455 Hektar Wiesen und 3.684 Hektar Wald.